# V zajetí rychlosti
V zajetí rychlosti je novozélandsko-americký film režiséra a scenáristy Rogera Donaldsona z roku 2005, natočený podle skutečného příběhu Burta Munroa, motocyklového nadšence z Nového Zélandu, který předělal svůj starý motocykl značky Indián ve stroj, který překonal rychlostní rekord v kategorii do 1000 cm³ rychlostí 321 km/h. Hlavního hrdinu filmu hraje držitel Oscara, Anthony Hopkins.